# Route nationale 3 (Inde)
Pour les articles homonymes, voir Route nationale 3.
La Route nationale 3 (en anglais : National Highway 3, sigle NH 3), une route nationale  en Inde qui commence à Attari (en) et se termine à Leh. Une partie de la voie est populairement connue sous le nom de Leh-Manali Highway ou Route de Leh-Manali.

## Tracé
La NH 3 part d’Attari près d’Amritsar et de la frontière entre l'Inde et le Pakistan.
Elle se termine à Leh dans le Ladakh,.
Une partie de la route nationale 3 traverse les hauteurs de l'Himachal Pradesh et du Ladakh, traversant certains cols de haute altitude.
Le premier col majeur après Manali, est le col de Rohtang à une altitude de 3 978 m.
Le col de Rohtang assure la liaison entre la vallée de Kullu et les vallées de Lahaul et de Spiti de l'Himachal Pradesh. Depuis 2020, le tunnel de Rohtang, appelé officiellement tunnel Attal, est mis en service afin d'éviter le passage au col.
Le col majeur suivant de la NH3 est Bara-lacha La, à une altitude de 4 890 m dans la chaîne du Zanskar.
Dans le district de Leh, la NH 3 traverse Nakee La (4 739 m), Lachulung La (5 064 m) et Taglang La.

## Histoire
Après la rénumérotation, en 2010, de toutes les routes nationales par l'Autorité nationale des routes de l'Inde, des parties des anciennes NH 1 et NH 70 ont été combinées avec des parties de l'ancienne NH 21 pour créer la nouvelle NH 3, dont le tronçon Attari-Jalandhar de l'ancienne NH 1, le tronçon Jalandhar-Mandi de l'ancienne NH 70 et le tronçon Mandi -Manali de l'ancienne NH 21.